# Artilheiros da Ligue 1
Este anexo lista todos os artilheiros da Ligue 1 ao longo dos anos.

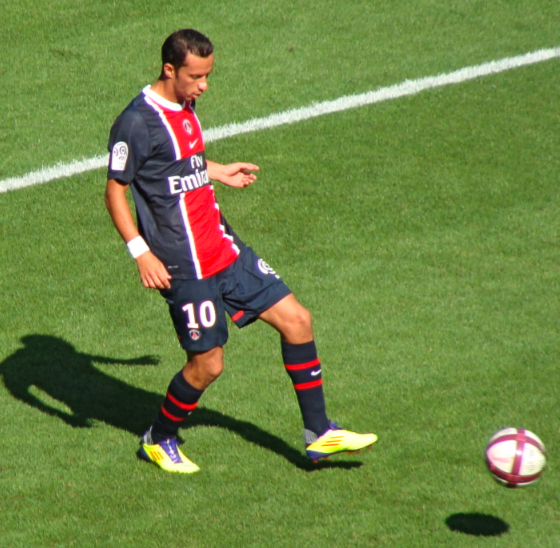
Brasileiro Nenê com a camisa do, na temporada 2011-12, quando foi um dos artilheiros da competição

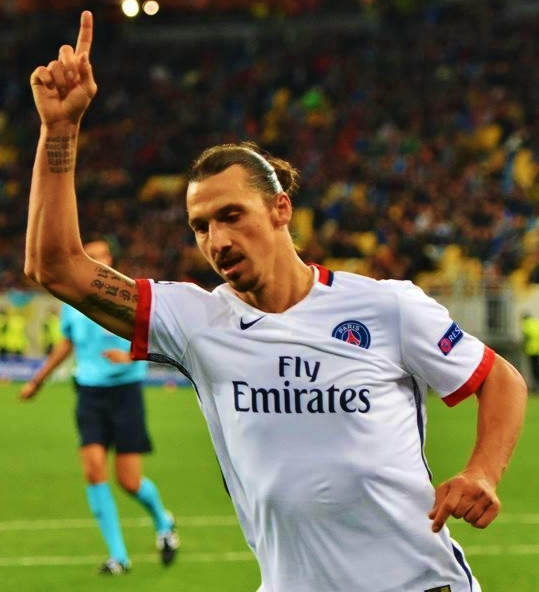
Atacante sueco Zlatan Ibrahimović recordista de gols em uma única edição da primeira divisão francesa, com 38 marcados na temporada 2015-16

| Temporada  | Artilheiros                               | Clube                                     | Gols | Partidas | Média |
| ---------- | ----------------------------------------- | ----------------------------------------- | ---- | -------- | ----- |
| 1932-1933  | Robert Mercier Walter Kaiser              | Club Français Stade Rennais Football Club | 15   | 18       | 0,83  |
| 1933-1934  | István Lukács                             | FC Sète                                   | 28   | 26       | 1,08  |
| 1934-1935  | André Abegglen                            | FC Sochaux                                | 30   | 30       | 1     |
| 1935-1936  | Roger Courtois                            | FC Sochaux                                | 34   | 30       | 1,13  |
| 1936-1937  | Oskar Rohr                                | RC Strasbourg                             | 30   | 30       | 1     |
| 1937-1938  | Jean Nicolas                              | FC Rouen                                  | 26   | 30       | 0,87  |
| 1938-1939  | Roger Courtois Désiré Korányi             | FC Sochaux FC Sète                        | 27   | 30       | 0,9   |
| 1945-1946  | René Bihel                                | Lille OSC                                 | 28   | 34       | 0,82  |
| 1946-1947  | Pierre Sinibaldi                          | Stade de Reims                            | 33   | 38       | 0,87  |
| 1947-1948  | Jean Baratte                              | Lille OSC                                 | 31   | 34       | 0,91  |
| 1948-1949  | Jean Baratte Pépi Humpal                  | Lille OSC FC Sochaux                      | 26   | 34       | 0,76  |
| 1949-1950  | Jean Grumellon                            | Stade Rennais Football Club               | 25   | 34       | 0,74  |
| 1950-1951  | Roger Piantoni                            | FC Nancy                                  | 28   | 34       | 0,82  |
| 1951-1952  | Gunnar Andersson                          | Olympique de Marseille                    | 31   | 34       | 0,91  |
| 1952-1953  | Gunnar Andersson                          | Olympique de Marseille                    | 35   | 34       | 1,03  |
| 1953-1954  | Édouard Kargu                             | Girondins de Bordeaux                     | 27   | 34       | 0,79  |
| 1954-1955  | René Bliard                               | Stade de Reims                            | 30   | 34       | 0,88  |
| 1955-1956  | Thadée Cisowski                           | RC Paris                                  | 31   | 34       | 0,91  |
| 1956-1957  | Thadée Cisowski                           | RC Paris                                  | 33   | 34       | 0,97  |
| 1957-1958  | Just Fontaine                             | Stade de Reims                            | 34   | 34       | 1     |
| 1958-1959  | Thadée Cisowski                           | RC Paris                                  | 30   | 38       | 0,79  |
| 1959-1960  | Just Fontaine                             | Stade de Reims                            | 28   | 38       | 0,74  |
| 1960-1961  | Roger Piantoni                            | Stade de Reims                            | 28   | 38       | 0,74  |
| 1961-1962  | Sékou Touré                               | SO Montpellier                            | 25   | 38       | 0,66  |
| 1962-1963  | Serge Masnaghetti                         | US Valenciennes-Anzin                     | 35   | 38       | 0,92  |
| 1963-1964  | Ahmed Oudjani                             | RC Lens                                   | 30   | 34       | 0,88  |
| 1964-1965  | Jacky Simon                               | FC Nantes                                 | 24   | 34       | 0,71  |
| 1965-1966  | Philippe Gondet                           | FC Nantes                                 | 36   | 38       | 0,95  |
| 1966-1967  | Hervé Revelli                             | AS Saint-Étienne                          | 31   | 38       | 0,82  |
| 1967-1968  | Étienne Sansonetti                        | AC Ajaccio                                | 26   | 38       | 0,68  |
| 1968-1969  | André Guy                                 | Olympique Lyonnais                        | 25   | 34       | 0,74  |
| 1969-1970  | Hervé Revelli                             | AS Saint-Étienne                          | 28   | 34       | 0,82  |
| 1970-1971  | Josip Skoblar                             | Olympique de Marseille                    | 44   | 38       | 1,16  |
| 1971-1972  | Josip Skoblar                             | Olympique de Marseille                    | 30   | 38       | 0,79  |
| 1972-1973  | Josip Skoblar                             | Olympique de Marseille                    | 26   | 38       | 0,68  |
| 1973-1974  | Carlos Bianchi                            | Stade de Reims                            | 30   | 38       | 0,79  |
| 1974-1975  | Delio Onnis                               | AS Monaco                                 | 30   | 38       | 0,79  |
| 1975-1976  | Carlos Bianchi                            | Stade de Reims                            | 34   | 38       | 0,89  |
| 1976-1977  | Carlos Bianchi                            | Stade de Reims                            | 28   | 38       | 0,74  |
| 1977-1978  | Carlos Bianchi                            | Paris Saint-Germain                       | 37   | 38       | 0,97  |
| 1978-1979  | Carlos Bianchi                            | Paris Saint-Germain                       | 27   | 38       | 0,71  |
| 1979-1980  | Delio Onnis Erwin Kostedde                | AS Monaco Stade Lavallois                 | 24   | 38       | 0,63  |
| 1980-1981  | Delio Onnis                               | Tours FC                                  | 24   | 38       | 0,63  |
| 1981-1982  | Delio Onnis                               | Tours FC                                  | 29   | 38       | 0,76  |
| 1982-1983  | Vahid Halilhodžić                         | FC Nantes                                 | 27   | 38       | 0,71  |
| 1983-1984  | Patrice Garande Delio Onnis               | AJ Auxerre SC Toulon                      | 21   | 38       | 0,55  |
| 1984-1985  | Vahid Halilhodžić                         | FC Nantes                                 | 28   | 38       | 0,74  |
| 1985-1986  | Jules Bocandé                             | FC Metz                                   | 23   | 38       | 0,61  |
| 1986-1987  | Bernard Zénier                            | FC Metz                                   | 18   | 38       | 0,47  |
| 1987-1988  | Jean-Pierre Papin                         | Olympique de Marseille                    | 19   | 38       | 0,5   |
| 1988-1989  | Jean-Pierre Papin                         | Olympique de Marseille                    | 22   | 38       | 0,58  |
| 1989-1990  | Jean-Pierre Papin                         | Olympique de Marseille                    | 30   | 38       | 0,79  |
| 1990-1991  | Jean-Pierre Papin                         | Olympique de Marseille                    | 23   | 38       | 0,61  |
| 1991-1992  | Jean-Pierre Papin                         | Olympique de Marseille                    | 27   | 38       | 0,71  |
| 1992-1993  | Alen Bokšić                               | Olympique de Marseille                    | 23   | 38       | 0,61  |
| 1993-1994  | Roger Boli Youri Djorkaeff Nicolas Ouédec | RC Lens AS Monaco FC Nantes               | 20   | 38       | 0,53  |
| 1994-1995  | Patrice Loko                              | FC Nantes                                 | 22   | 38       | 0,58  |
| 1995-1996  | Sonny Anderson                            | AS Monaco                                 | 21   | 38       | 0,55  |
| 1996-1997  | Stéphane Guivarc'h                        | Stade Rennais Football Club               | 22   | 38       | 0,58  |
| 1997-1998  | Stéphane Guivarc'h                        | AJ Auxerre                                | 21   | 34       | 0,62  |
| 1998-1999  | Sylvain Wiltord                           | Girondins de Bordeaux                     | 22   | 34       | 0,65  |
| 1999-2000  | Sonny Anderson                            | Olympique Lyonnais                        | 23   | 34       | 0,68  |
| 2000-2001  | Sonny Anderson                            | Olympique Lyonnais                        | 22   | 34       | 0,65  |
| 2001-2002  | Djibril Cissé Pedro Miguel Pauleta        | AJ Auxerre Girondins de Bordeaux          | 22   | 34       | 0,65  |
| 2002-2003  | Shabani Nonda                             | AS Monaco                                 | 26   | 38       | 0,68  |
| 2003-2004  | Djibril Cissé                             | AJ Auxerre                                | 26   | 38       | 0,68  |
| 2004-2005  | Alexander Frei                            | Stade Rennais Football Club               | 20   | 38       | 0,53  |
| 2005-2006  | Pedro Miguel Pauleta                      | Paris Saint-Germain                       | 21   | 38       | 0,55  |
| 2006-2007  | Pedro Miguel Pauleta                      | Paris Saint-Germain                       | 15   | 38       | 0,39  |
| 2007-2008  | Karim Benzema                             | Olympique Lyonnais                        | 20   | 38       | 0,53  |
| 2008-2009  | André-Pierre Gignac                       | Toulouse FC                               | 24   | 38       | 0,63  |
| 2009-2010  | Mamadou Niang                             | Olympique de Marseille                    | 18   | 38       | 0,47  |
| 2010-2011  | Moussa Sow                                | Lille                                     | 25   | 36       | 0,66  |
| 2011-2012  | Nenê Olivier Giroud[carece de fontes?]    | Paris Saint-Germain Montpellier           | 21   | 35 36    | 0,55  |
| 2012-2013  | Zlatan Ibrahimovic[carece de fontes?]     | Paris Saint-Germain                       | 30   | 34       | 0,79  |
| 2013-2014  | Zlatan Ibrahimovic[carece de fontes?]     | Paris Saint-Germain                       | 26   | 33       | 0,68  |
| 2014-2015  | Alexandre Lacazette[carece de fontes?]    | Lyon                                      | 27   | 33       | 0,71  |
| 2015-2016  | Zlatan Ibrahimovic[carece de fontes?]     | Paris Saint-Germain                       | 38   | 31       | 1,23  |
| 2016-2017  | Edinson Cavani[carece de fontes?]         | Paris Saint-Germain                       | 35   | 36       | 0,97  |
| 2017-2018  | Edinson Cavani                            | Paris Saint-Germain                       | 28   | 32       | 0,88  |
| 2018-2019  | Kylian Mbappé                             | Paris Saint-Germain                       | 33   | 29       | 1,14  |
| 2019-2020* | Kylian Mbappé Wissam Ben Yedder           | Paris Saint-Germain Monaco                | 18   | 27       | 0,67  |
| 2020-2021  | Kylian Mbappé                             | Paris Saint-Germain                       | 27   | 31       | 0,87  |
| 2021-2022  | Kylian Mbappé                             | Paris Saint-Germain                       | 28   | 35       | 0,8   |
| 2022-2023  | Kylian Mbappé                             | Paris Saint-Germain                       | 29   | 34       | 0,85  |
| 2023-2024  | Kylian Mbappé                             | Paris Saint-Germain                       | 27   | 29       | 0,93  |

- A temporada 2019-2020 foi encerrada após à rodada 28, devido à pandemia de COVID-19. Alguns times, como o campeão Paris Saint-Germain, ainda possuiam jogos à menos.[6][7]